# 샌디에고 주립 대학교
샌디에이고 주립 대학교(San Diego State University, 줄여서 SDSU)는 미국 캘리포니아주 샌디에이고에 위치한 주립대학교이다. 캘리포니아 주립 대학교를 구성하는 23개의 캠퍼스 중 하나이다.

## 역사

### 초기
샌디에이고 주립대학교는 샌디에이고 지역에서 가장 오래되고 큰 고등교육기관이다. 1897년에 설립된 이후, 계속해서 성장해 오면서 대중적인 연구대학의 역할을 하고 있다. 학생들에게는 국제적인 강점을 기를 수 있도록 구성된 교과과정이 개설되어 왔다.
1897년 3월 13일에 설립한 샌디에이고 보통학교(the San Diego Normal School)로 시작한 초등학교 선생을 양성하는 기관이었다. 7개 학과, 91명의 학생이 다운타운 약국의 임시 숙소에서 있었으며, 그 뒤로 블루바드 공원(Park Boulevard)에 17에이커 넓이의 캠퍼스로 신축하여 이전하였다.
처음 교과과정으로는 영어, 역사, 수학으로 한정되었다. 주정부에서 공교육 관리자였던 사무엘 블랙(Samuel T. Black)이 새학교의 교장이 된 후 빠르게 성장했다. 블랙은 1898년부터 1910년까지 재직했다.
1910년부터 1935년까지 에드워드 할디 (Edward L. Hardy)가 교장으로 재직하면서 적극적인 관리하에 전문적인 모습을 갖추기 시작했다.
1921년에 보통학교에서 샌디에이고 주립 교사 대학(San Diego State Teachers College)이 되었다. 이로서 주 교육위원회(the state Board of Education)의 관리를 받는 4년제 공공 교육기관이 되었다. 같은 해에, 현재 지역 커뮤니티 컬리지의 선구자인 2년제 샌디에이고 주니어 대학이 샌디에이고 주립대학의 분과가 되었다. 이 연합은 1946년까지 지속된다.

### 1931년 이전
1920년대 이후, 샌디에이고 주립대학은 블루바드 공원 부지 크기보다 더 커지기 시작하면서 도시 동쪽 가장자리에 새로운 캠퍼스를 짓는 일을 시작한다. 1931년 2월에 학생, 교수, 임직원 이 7개의 소박한 건물로 이전한다. 현재 이 건물들을 메인 쿼드(the Main Quad)로 불린다.
그로부터 4년 뒤, 주정부의 입법부는 교사교육을 위한 교과과정을 넘어선 확장을 승인한다. 이로서 샌디에이고 주립 교원대학(San Diego State Teachers College)이 샌디에이고 주립 대학(San Diego State College)가 된다. 또한, 1935년에는 월터 헤프너(Walter R. Hepner)가 교장이 되어 17년간 재임한다.
대학은 시간이 지남에 따라 계속해서 성장하여, 1952년에서 1971년까지 재직한 말콤 러브(Malcolm A. Love)가 대표로 있는 기간 동안 재학생 수가 25,000명에 이르게 된다. SDSU는 그의 이름을 따라서 도서관의 이름을 러브(Love)로 하였다.
1960년에 새롭게 생성된 캘리포니아 주립대의 시스템(남가주대학, the California State University system)의 일원이 되었다. 1963년에는 암살당하기 한달전에 존 F 케네디(John F. Kennedy)가 학위수여식에서 연설을 하였다. 케네디는 학교 최초로 명예박사학위를 받았으며, 이는 CSU(the California State University system)에서도 처음이기도 하다.
1970년대 초기에 입법부의 승인에 따라 'San Diego State College'에서 'San Diego State University'가 된다. 1970년대에는 다음의 교장이 취임한다.
- 도널드 E. Walker(Donald E. Walker) 1971-1972
- 브래지 골딩(Brage Golding) 1972-1977
- 드레버 콜번(Trevor Colbourn) 1977-1978
- 토마스 B. 데이(Thomas B. Day) 1978-1996

1996년에 스테판 L. 웨버(Stephen L. Weber)가 대학의 일곱번째 교장이 되고 이 시기에 학생 준비, 졸업, 복지, 연구와 다른 많은 분야에서 뛰어난 성과가 있었다. 엘리엇 헐쉬맨이 여덟번째 교장으로 2011년에 취임했다.

### 현재
2015년 현재 설립한지 117번째 해가 되었다. 재학생은 총 35,000명 이상이다.

## 교과과정
경영, 공학, 공공보건, 철학, 순수예술, 생물, 사회과학, 교육, 언어 등이 있다. 91개의 학부 전공, 78개의 석사과정 22개의 박사과정이 있다.

## 연구
카네기 재단으로부터 "research-high" 기관으로 등급을 받았다. 10년전에 비해 연구비가 두배가 되었다. 2000년 이후로 10억불 이상의 연구비를 사용했다.

## ALI
ALI(American Language Institute)는 SDSU에서 운영하는 영어교육을 위한 어학원이다. ALI에서 배우는 사람들을 위해 SDSU의 정식 학생과 유사한 혜택을 준다. 시즌별로 대중교통을 무제한 이용할 수 있는 정액권을 할인해서 살 수 있다. 일정 수준 이상의 영어실력을 테스트를 통해 받게 되면, SDSU의 수업을 들을 수 있는 자격을 준다. 수업을 들으면 학점도 받을 수 있다. 교내에 기숙사가 있고, 시설이 좋은 체육관, 좋은 홈스테이를 알선해 준다. 홈스테이를 하는 가정들은 학교에 의해 관리되어 학생들의 평가를 듣는다. SDSU 다운타운에서는 거리가 있지만, 학교에 트롤리(전철)역이 있어 접근성이 뛰어나다. 근처에 샌디에이고 근처의 소도시에서 등하교하기도 좋다. 샌디에이고와 바로 붙어 있는 위성도시들은 같은 샌디에이고 카운티에 속한다. 라 메사(La Mesa), 엘 카혼(El Cajon), 내셔널 시티(National City), 출라 비스타 (Chula Vista), 레몬 그로브(Lemon Grove) 등이 있다. 학비의 경우 2015년 18주 수업을 하는 가을학기 기준으로 $5,940이며, 2016년 봄 학기의 경우 $6,570이다. 3천 달러 정도 저렴한 교과과정도 있다.